# 卵囊黄素囊肿
卵囊黄素囊肿（英語：Theca lutein cyst），是一种妇科疾病，双侧卵巢有功能性囊肿，充满了清晰的淡黄色液体。此类肿块至少直径有三厘米。
这些囊肿起源于β-人绒毛膜促性腺激素升高到一个异常高的水平，可能由于多胞胎或葡萄胎。它也通常与妊娠滋养细胞疾病如葡萄胎相关，这些囊肿可以从子宫扩张刮除术排除。
少数情况下，在促性腺激素的刺激下导致的卵泡膜-叶黄素囊肿，会同时引起大量腹水。需要进行手术去除破裂的或梗塞的囊状组织。女性吸烟会增加卵囊黄素囊肿的病发率。